# Бувце
Бувце (серб. Бувце) — населённый пункт в общине Лебане Ябланичского округа Сербии.

## Население
Согласно переписи населения 2002 года, в селе проживало 109 человек (108 сербов и 1 черногорец).
| Численность населения | Численность населения | Численность населения | Численность населения | Численность населения | Численность населения | Численность населения | Численность населения |
| 1948                  | 1953                  | 1961                  | 1971                  | 1981                  | 1991                  | 2002                  | 2011                  |
| --------------------- | --------------------- | --------------------- | --------------------- | --------------------- | --------------------- | --------------------- | --------------------- |
| 539                   | 571                   | 508                   | 343                   | 247                   | 158                   | 109                   | 72                    |

## Религия
Согласно церковно-административному делению Сербской православной церкви, село относится к Третьему лебанскому приходу Ябланичского архиерейского наместничества Нишской епархии.